# Fritz Bélizaire
Fritz Bélizaire (...) è un politico haitiano, Ministro dello Sport del paese dal 2006 al 2010.

## Biografia
Prima di essere nominato, è stato ministro dello Sport dal 2006 al 2010 sotto la presidenza di René Préval e dirigente presso il Ministero dei Lavori Pubblici, dei Trasporti e delle Comunicazioni. Bélizaire è stato descritto come "poco conosciuto", ma è stato elogiato da Edgard Leblanc Fils, che è stato scelto lo stesso giorno dal Consiglio presidenziale di transizione come suo Presidente. Designato a maggioranza, la scelta è stata contestata in sede consiliare Di conseguenza, il "Blocco di maggioranza indissolubile" (BMI), composto da Smith Augustin, Emmanuel Vertilaire, Louis Gérald Gilles e Edgard Leblanc Fils, ha accettato di rispettare la procedura prevista dall'accordo del 3 aprile 2024, dando così agli altri settori la possibilità di presentare candidature.
Alla fine, minacciando addirittura lo stesso Fanmi Lavalas, parte del polo minoritario opposto alla candidatura, di ritirarsi dal Consiglio presidenziale, il 2 maggio lo stesso Consiglio ha ritirato la sua candidatura, mantenendo Michel Patrick Boisvert al suo posto.